# Кастелкилије
Кастелкилије (фр. Castelculier) насеље је и општина у југозападној Француској у региону Аквитанија, у департману Лот и Гарона која припада префектури Ажан.
По подацима из 2011. године у општини је живело 2335 становника, а густина насељености је износила 156,19 становника/km². Општина се простире на површини од 14,95 km². Налази се на средњој надморској висини од 57 метара (максималној 177 m, а минималној 49 m).

## Демографија
| 1962. | 1968. | 1975. | 1982. | 1990. | 1999. | 2011. |
| ----- | ----- | ----- | ----- | ----- | ----- | ----- |
| 768   | 815   | 1.005 | 1.233 | 1.597 | 1.697 | 2.335 |

График промене броја становника у току последњих година